# К'єзануова
К'єзануова (італ. Chiesanuova) — одне з дев'яти міст Сан-Марино з населенням в 1090 мешканців на 2013 рік. Покровитель міста — Іван Хреститель.

## Історія
У середньовіччя тут знаходився замок Бузігнано. У 1320 році жителі міста добровільно вирішили приєднатися до республіки Сан-Марино. Сучасна назва з'явилася в 16 столітті.

## Спорт
У місті базується футбольний клуб Пеннаросса. 
Також на місцевому стадіоні грає свої матчі регбі-клуб Сан-Марино, який базується в Доманьяно.

## Села(curazia)
- Каладіно (Caladino)
- Конфіне (Confine)
- Галавотто (Galavotto)
- Моларіні (Molarini)
- Поджіо Касаліно (Poggio Casalino)
- Поджіо К'єзануова (Poggio Chiesanuova)
- Тегліо (Teglio)